# 龙游站 (韩国)
龍遊站（：／ Yongyu yeok */?）是仁川機場磁懸浮線的終點車站，位於韓國仁川廣域市中區雲西洞。

## 車站結構
站體為2面2線側式月台的高架車站，候車月台設有月台幕門。

### 月台配置
| 水上公園 ↑ |
| \| 上      |
| 起終點站   |

| 月台 | 路線              | 目的地                    |
| ---- | ----------------- | ------------------------- |
| 上行 | ●仁川机场磁悬浮线 | 仁川國際機場1號航站樓方向 |
| 下行 | ●仁川机场磁悬浮线 | 此站終着                  |

## 歷史
- 2012年8月16日：決定站名為龍遊站（용유역）[1]。
- 2016年2月3日：落成啟用。

## 車站周邊
- 龍遊車輛基地

## 圖片

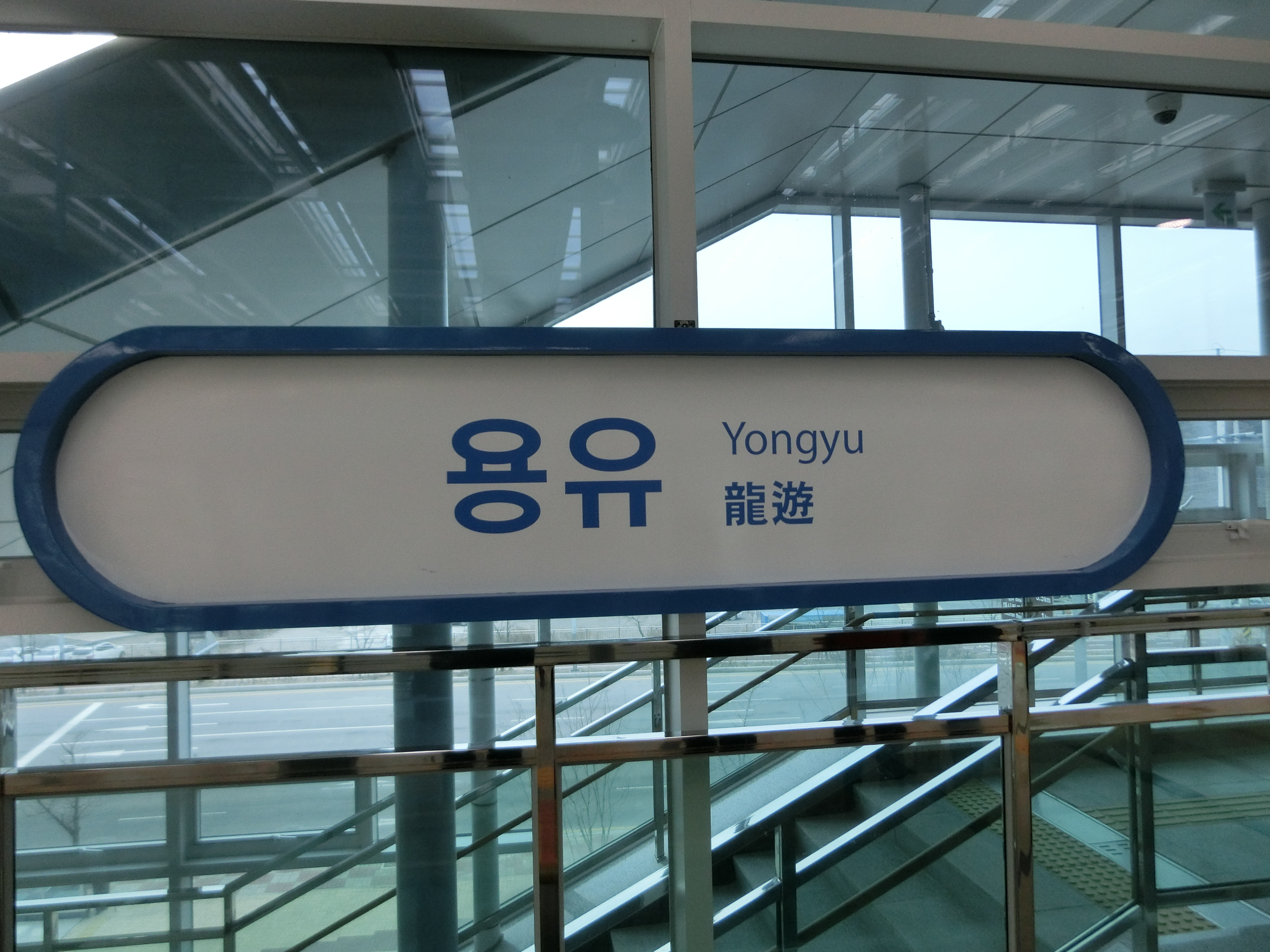
站名牌
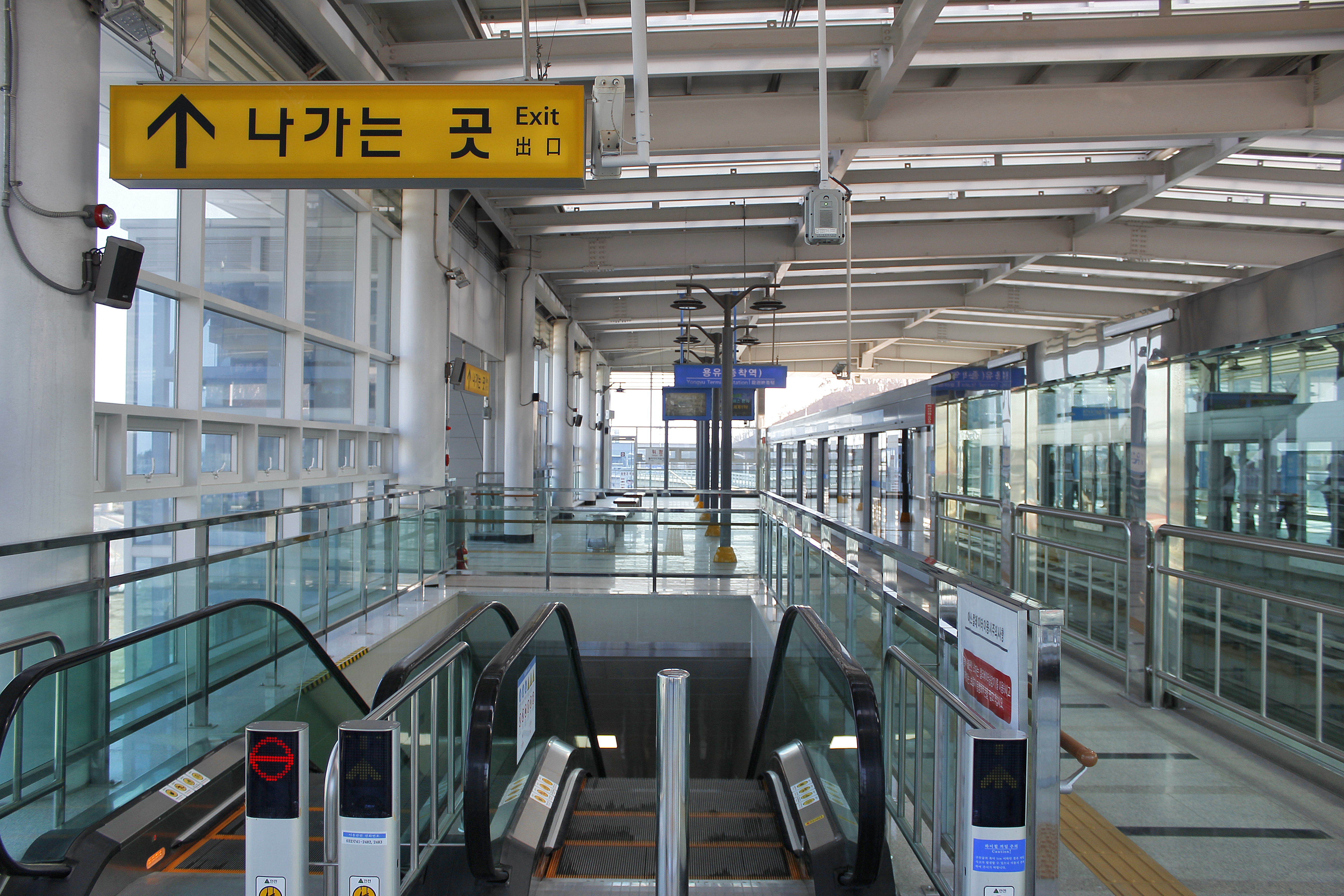
候車月台
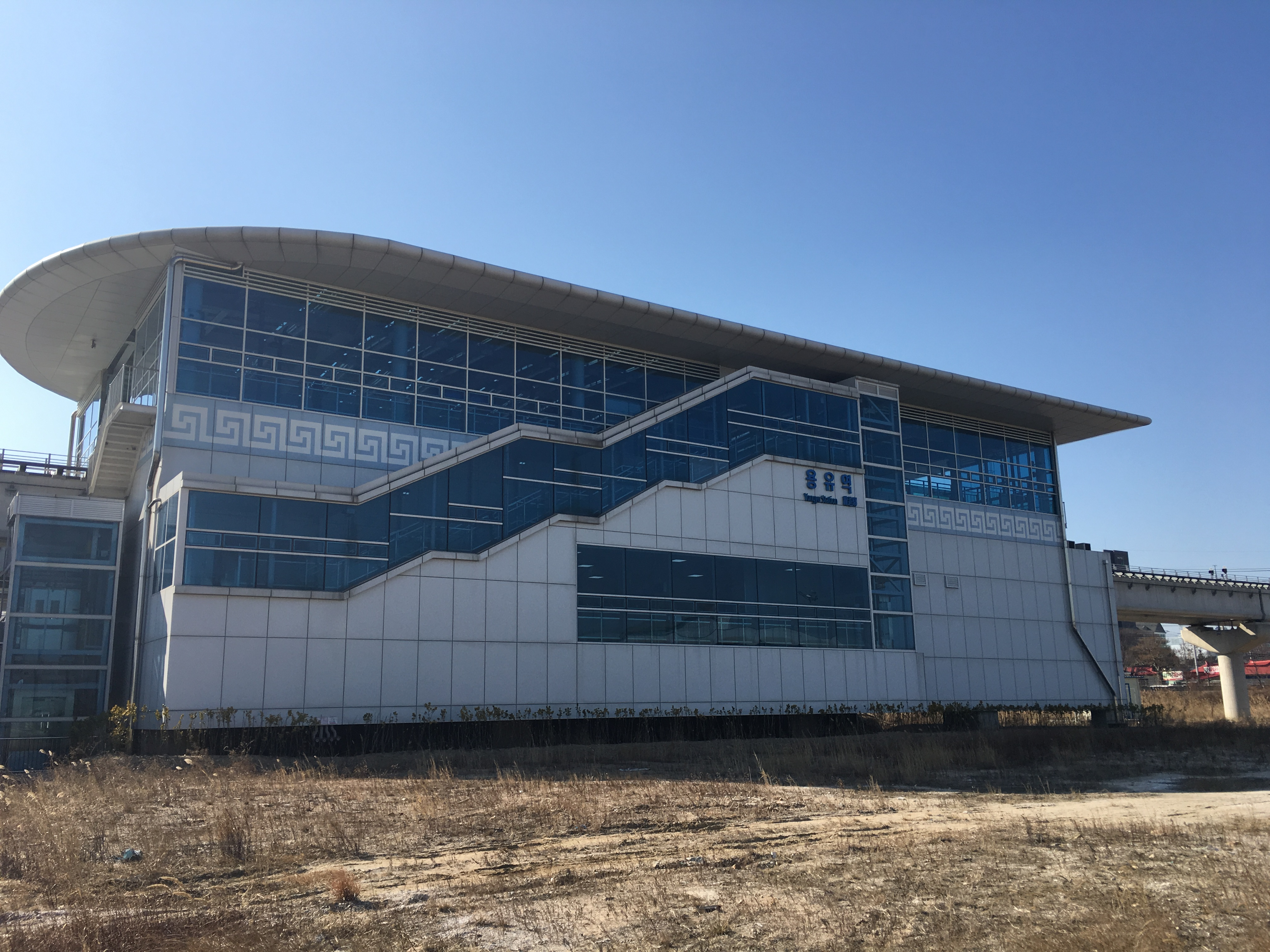
車站建築

## 相鄰車站
仁川國際機場公社
●仁川机场磁悬浮线
水上公園（M05）－龍遊（M06）